# San José del Carmen, Jalisco
San José del Carmen är en ort i Mexiko.   Den ligger i kommunen Zapotitlán de Vadillo och delstaten Jalisco, i den södra delen av landet, 500 km väster om huvudstaden Mexico City. San José del Carmen ligger 1 224 meter över havet och antalet invånare är 770.
Terrängen runt San José del Carmen är lite bergig. Runt San José del Carmen är det ganska tätbefolkat, med 65 invånare per kvadratkilometer. Närmaste större samhälle är Suchitlán, 11,3 km sydost om San José del Carmen. I omgivningarna runt San José del Carmen växer huvudsakligen savannskog.